# Rail Cargo Operator – CSKD

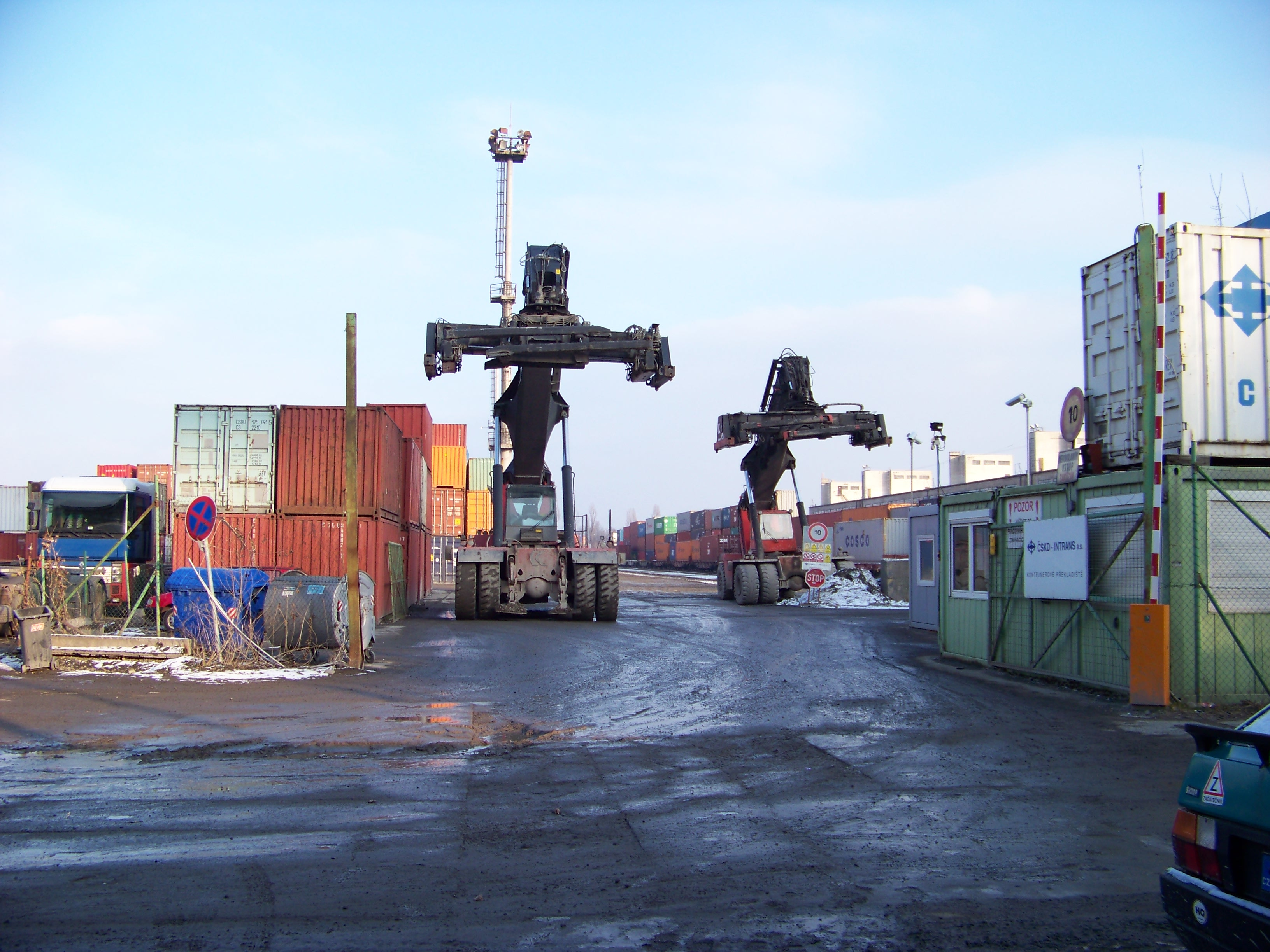
Kontejnerový terminál v severní části nákladového nádraží Praha-Žižkov

Rail Cargo Operator – CSKD s.r.o., dříve ČSKD INTRANS s.r.o. (VKM: INT), dříve Česká a slovenská kombinovaná doprava – INTRANS a.s., je český operátor kombinované dopravy a provozovatel kontejnerových terminálů. Společnost byla založena 1. května 1992 v rámci privatizačního projektu státního podniku Československá kombinovaná doprava - INTRANS s.p.

## Historie
Původně byla činnost firmy součástí Československých státních drah, ale v roce 1976 byla vyčleněna do podniku Československá kontejnerová doprava – INTRANS. Podnik spravoval asi 20 kontejnerových terminálů v celém Československu a překládkový terminál na styku se Sovětským svazem v Čierné nad Tisou. Na počátku 90. let 20. století poptávka po kontejnerové přepravě prudce klesla a většina terminálů byla postupně uzavřena.
Od roku 2008 jsou 100% vlastníkem společnosti firmy ICA a Speditions holding z rakouské skupiny Rail Cargo Austria (součást holdingu ÖBB). Od 30. června 2013 používá společnost název Rail Cargo Operator - CSKD s.r.o.

## Terminály
Do konce roku 2015 společnost provozovala v České republice kromě terminálu v Přerov i terminál v areálu nákladového nádraží Praha-Žižkov, z něj však byla k tomuto datu nuceně vystěhována a přesunula své aktivity na kontejnerový terminál Mělník. Prostřednictvím své dceřiné společnosti Slovenská kombinovaná doprava INTRANS, akciová spoločnosť provozuje dále slovenské terminály Žilina, Bratislava a Košice.
Společnost připravuje výstavbu nového terminálu v Praze-Malešicích, rozšíření terminálu v Přerově a ve spolupráci s ČD Cargem hodlá obnovit provoz terminálu Brno.

## Kontejnerové vlaky
Společnost provozuje pravidelné kontejnerové vlaky v těchto relacích:
- z Hamburku do Praha-Žižkova, Přerova, Brna, Paskova, Žiliny, Bratislavy a Košic (a zpět)
- z Koperu do Žiliny, Bratislavy a Paskova (a zpět)
- dále pak specializované vlaky Hamburk – Sládkovičovo, Bremerhaven – Bratislava[6]

Dopravcem vlaků na území Česka je ČD Cargo (resp. dříve České dráhy), na Slovensku Železničná spoločnosť Cargo Slovakia, vlaku z/do Hamburku dopravuje na území Německa dopravce ITL Eisenbahngesellschaft (dříve ji zajišťoval nákladní dopravce ze skupiny Deutsche Bahn).